# Bandeira da Ossétia do Sul
A Bandeira da Ossétia do Sul é um dos símbolos utilizados pela República separatista da Ossétia do Sul é tricolor, de cima para baixo branco, vermelho e amarelo. O pavilhão foi prescrito pela Constituição de 26 de novembro de 1990 e confirmada pelo Regulamento sobre a Bandeira Nacional, de 30 de março de 1992. As cores simbolizam coragem marcial (vermelho), pureza moral (branco), riqueza e prosperidade (amarelo). A bandeira também é usado pela pró-Geórgia, Entidade Provisória Administrativa da Ossétia do Sul que se opõe ao governo separatista em Tskhinvali. 
A bandeira é quase idêntica à da bandeira da Ossétia do Norte, a única diferença é a largura da altura da taxa.